# César Trapiello
César Trapiello Vélez (Garrafe de Torío, León, 1913-León, 1991) fue un historietista, periodista, sacerdote, escritor y pintor español, tío del escritor y editor Andrés Trapiello y del periodista Pedro García Trapiello.
Desde sus primeros años de seminarista en el Seminario de San Froilán envió artículos al Diario de León y a la revista Ayer y Hoy. Fue movilizado y llegó a sargento del ejército sublevado durante la Guerra Civil; se ordenó sacerdote en 1940. Destinado a varias parroquias y por fin a León capital en 1950, tras haber sido colaborador fue redactor del Diario de León y profesor de dibujo en el seminario menor. También capellán del Hospicio y beneficiado de la Catedral.
En 1955 compuso e imprimió los cinco números de las historietas Aventuras de Tiburcio y Cogollo en Editorial Católica, que firmó con su apellido Trapiello. Escribió ¿De quién son esos signos?: información, testimonio y opinión crítica sobre fenómenos carismáticos actuales (1977), un texto sobre historia eclesiástica y el poemario Mis palabras a Dios (León, Celarayn, 1989)